# Elisabeth och Essex
Elisabeth och Essex (engelska: The Private Lives of Elizabeth and Essex) är en amerikansk historisk dramafilm från 1939 i regi av Michael Curtiz. I titelrollerna som Elisabet I av England och Robert Devereux, 2:e earl av Essex ses Bette Davis och Errol Flynn. I övriga roller ses bland andra Olivia de Havilland, Donald Crisp, Alan Hale, Sr., Vincent Price och Nanette Fabray. Filmen är baserad på pjäsen Elizabeth the Queen från 1930 av Maxwell Anderson som spelats med framgång på Broadway. Filmens handling är en uppdiktad version av det historiska samröret mellan drottningen av England och Earlen av Essex. Detta var den femte av sammanlagt nio filmer som Flynn och de Havilland medverkade i tillsammans.

## Rollista i urval
- Bette Davis - Drottning Elizabeth
- Errol Flynn - Earl av Essex
- Olivia de Havilland - Lady Penelope Gray
- Donald Crisp - Francis Bacon
- Alan Hale, Sr. - Earl av Tyrone (som Alan Hale)
- Vincent Price - Sir Walter Raleigh
- Henry Stephenson - Lord Burghley
- Henry Daniell - Sir Robert Cecil
- James Stephenson - Sir Thomas Egerton
- Nanette Fabray - Mistress Margaret Radcliffe (som Nanette Fabares)
- Ralph Forbes - Lord Knollys
- Robert Warwick - Lord Mountjoy
- Leo G. Carroll - Sir Edward Coke
- Guy Bellis - Lord Charles Howard (ej krediterad)